# پتروکمیژا
پتروکمیژا (به کرواتی: Petrokemija) شرکت صنایع شیمیایی کروات است، که در زمینه تولید مواد شیمیایی، محصولات زیست‌فناوری، کود و محصولات پتروشیمی فعالیت می‌کند. 
شرکت پتروکمیژا در سال ۱۹۶۸ بعنوان زیرمجموعه شرکت نفت دولتی آی‌ان‌آ راه‌اندازی شد و در سال ۱۹۹۸ خصوصی‌سازی گردید. این شرکت هم‌اکنون دومین صادرکننده بزرگ در کشور کرواسی به‌شمار می‌آید.
دفتر مرکزی این شرکت در شهر کوتینا، کرواسی قرار دارد و بخشی از سهام آن در بازار بورس زاگرب معامله می‌شود.